# Alliance pour le salut au Sahel
Pour les articles homonymes, voir ASS.
L'Alliance pour le salut au Sahel (ASS) est un groupe politique et militaire peul formé en 2018 lors de la guerre du Mali.

## Histoire

### Fondation
L'Alliance pour le salut au Sahel annonce sa fondation en mai 2018,. Cependant, il aurait commencé à se former huit à neuf mois auparavant. Actif dans le centre du Mali, alors en proie à des violences communautaires, le groupe annonce s'être formé afin de lutter contre les exactions commises contre les Peuls, en particulier par les milices des chasseurs dozos,. Il dénonce les amalgames faits entre les Peuls et les djihadistes. Il ne se déclare pas en guerre contre l'armée malienne, mais critique l'État malien pour avoir délaissé la région et dénonce le manque de développement et d'infrastructures. Le chef de l'ASS affirme avoir le soutien « d'hommes politiques et de militaire », ainsi que celui « d'autres pays et de la communauté internationale ».

### Organisation
Le chef du groupe est surnommé Bacar Sow, mais son vrai nom est inconnu. Le groupe revendique une ou plusieurs centaines de combattants, actifs principalement dans les environs de Nampala, Bambara Maoudé et Boulikessi, et issus pour certains d'autres groupes armés,,. L'ASS adopte également un drapeau avec des lignes horizontales blanches, rouges et noires.
La Fédération internationale des ligues des droits de l'homme (FIDH) et l'Association malienne des Droits de l’Homme (ADMH) indique dans un rapport en novembre 2018, que ce groupe « semble être commandé depuis Bamako » et que « selon un membre influent de la communauté peule du Mali, l’ASS est essentiellement constituée de jeunes Peuls maliens, nigériens et burkinabés, et sa hiérarchie est composée de fonctionnaires et de militaires issus de la communauté peule, dont certains occupent des postes élevés au sein de l’administration malienne ».
Dans un rapport en décembre 2018, Human Rights Watch écrit cependant qu'« Initialement, le mouvement avait pour objectif de regrouper au sein d’une même organisation tous les groupes d’autodéfense existants actifs dans les villages peuls. Les leaders peuls ont cependant expliqué que le groupe ne disposait d’aucun financement et qu’il n’était pas parvenu à rassembler dans ses rangs les groupes de défense des villages existants, et encore moins à attirer de nouvelles recrues. Les milices dogons confondent volontiers cette alliance avec les groupes islamistes armés, mais les déclarations d’alliances réfutent fermement l’existence d’un tel lien ».

### Actions
En mai 2018, l'ASS revendique deux attaques contre les chasseurs dozos : à Bouma, dans le Cercle de Douentza et Yoro, dans le Cercle de Koro, en affirmant que huit dozos ont été tués dans ces deux attaques.